# Bocoa decipiens
Bocoa decipiens är en ärtväxtart som beskrevs av John Macqueen Cowan. Bocoa decipiens ingår i släktet Bocoa och familjen ärtväxter. Inga underarter finns listade i Catalogue of Life.